# 沖縄県中学校一覧
| 総数                      | 144校            |
| 国立                      | 1校              |
| 公立                      | 137校            |
| 私立                      | 6校              |
| 県教育委員会所在地        | 〒900-8571       |
| 沖縄県那覇市泉崎一丁目2-2 |                  |
| 公式サイト                | 沖縄県教育委員会 |

沖縄県中学校一覧（おきなわけんちゅうがっこういちらん）は、沖縄県の中学校の一覧。

## 国立中学校
- 琉球大学教育学部附属中学校

## 公立中学校

### 那覇市
- 那覇市立安岡中学校
- 那覇市立神原中学校
- 那覇市立古蔵中学校
- 那覇市立那覇中学校
- 那覇市立上山中学校
- 那覇市立鏡原中学校
- 那覇市立松城中学校
- 那覇市立小禄中学校
- 那覇市立金城中学校
- 那覇市立松島中学校
- 那覇市立真和志中学校
- 那覇市立石田中学校
- 那覇市立仲井真中学校
- 那覇市立寄宮中学校
- 那覇市立城北中学校
- 那覇市立城北中学校若夏分校
- 那覇市立石嶺中学校
- 那覇市立首里中学校

### 宜野湾市
- 宜野湾市立普天間中学校
- 宜野湾市立宜野湾中学校
- 宜野湾市立嘉数中学校
- 宜野湾市立真志喜中学校

### 石垣市
- 石垣市立石垣中学校
- 石垣市立石垣第二中学校
- 石垣市立伊原間中学校
- 石垣市立大浜中学校
- 石垣市立川平中学校
- 石垣市立崎枝中学校
- 石垣市立白保中学校
- 石垣市立富野中学校
- 石垣市立名蔵中学校

### 浦添市
- 浦添市立浦添中学校
- 浦添市立仲西中学校
- 浦添市立神森中学校
- 浦添市立港川中学校
- 浦添市立浦西中学校

### 名護市
- 名護市立屋部中学校
- 名護市立大宮中学校
- 名護市立東江中学校
- 名護市立名護中学校
- 名護市立羽地中学校
- 名護市立屋我地中学校
- 名護市立久辺中学校
- 名護市立久志中学校

### 糸満市
- 糸満市立潮平中学校
- 糸満市立西崎中学校
- 糸満市立兼城中学校
- 糸満市立高嶺中学校
- 糸満市立三和中学校
- 糸満市立糸満中学校

### 沖縄市

#### 県立
- 沖縄県立球陽中学校

#### 市立
- 沖縄市立越来中学校
- 沖縄市立安慶田中学校
- 沖縄市立コザ中学校
- 沖縄市立山内中学校
- 沖縄市立美里中学校
- 沖縄市立宮里中学校
- 沖縄市立沖縄東中学校
- 沖縄市立美東中学校

### 豊見城市
- 豊見城市立長嶺中学校
- 豊見城市立伊良波中学校
- 豊見城市立豊見城中学校
- 豊見城市立豊崎中学校

### うるま市

#### 県立
- 沖縄県立与勝緑が丘中学校

#### 市立
- うるま市立石川中学校
- うるま市立伊波中学校
- うるま市立彩橋中学校
- うるま市立津堅中学校
- うるま市立与勝第二中学校
- うるま市立与勝中学校
- うるま市立あげな中学校
- うるま市立具志川中学校
- うるま市立具志川東中学校
- うるま市立高江洲中学校

### 宮古島市
- 宮古島市立池間中学校
- 宮古島市立狩俣中学校
- 宮古島市立西辺中学校
- 宮古島市立北中学校
- 宮古島市立平良中学校
- 宮古島市立久松中学校
- 宮古島市立鏡原中学校
- 宮古島市立下地中学校
- 宮古島市立上野中学校
- 宮古島市立城東中学校
- 宮古島市立伊良部島中学校（結の橋学園）

### 南城市
- 南城市立玉城中学校
- 南城市立久高中学校
- 南城市立知念中学校
- 南城市立佐敷中学校
- 南城市立大里中学校

### 国頭郡
- 国頭村立国頭中学校
- 大宜味村立大宜味中学校
- 東村立東小中学校
- 今帰仁村立今帰仁中学校
- 本部町立上本部中学校
- 本部町立本部中学校
- 本部町立伊豆味中学校
- 本部町立水納中学校
- 恩納村立うんな中学校
- 宜野座村立宜野座中学校
- 金武町立金武中学校
- 伊江村立伊江中学校

### 中頭郡
- 読谷村立古堅中学校
- 読谷村立読谷中学校
- 嘉手納町立嘉手納中学校
- 北谷町立桑江中学校
- 北谷町立北谷中学校
- 北中城村立北中城中学校
- 中城村立中城中学校
- 西原町立西原東中学校
- 西原町立西原中学校

### 島尻郡

#### 県立
- 沖縄県立開邦中学校

#### 町村立
- 与那原町立与那原中学校
- 南風原町立南風原中学校
- 南風原町立南星中学校
- 渡嘉敷村立渡嘉敷中学校
- 座間味村立座間味中学校
- 座間味村立阿嘉中学校
- 座間味村立慶留間中学校
- 粟国村立粟国中学校
- 渡名喜村立渡名喜中学校
- 南大東村立南大東中学校
- 北大東村立北大東中学校
- 伊平屋村立伊平屋中学校
- 伊平屋村立野甫中学校
- 伊是名村立伊是名中学校
- 久米島町立球美中学校
- 久米島町立久米島西中学校
- 八重瀬町立東風平中学校
- 八重瀬町立具志頭中学校

### 宮古郡
- 多良間村立多良間中学校

### 八重山郡
- 竹富町立竹富中学校
- 竹富町立小浜中学校
- 竹富町立黒島中学校
- 竹富町立大原中学校
- 竹富町立船浦中学校
- 竹富町立西表中学校
- 竹富町立白浜中学校
- 竹富町立船浮中学校
- 竹富町立鳩間中学校
- 竹富町立波照間中学校
- 与那国町立与那国中学校
- 与那国町立久部良中学校

## 私立中学校
- 沖縄三育中学校
- 沖縄カトリック中学校
- 昭和薬科大学附属中学校
- 興南中学校
- 沖縄尚学高等学校附属中学校
- 沖縄アミークスインターナショナル中学校
- 珊瑚舎スコーレ東表中学校